# 오키노섬

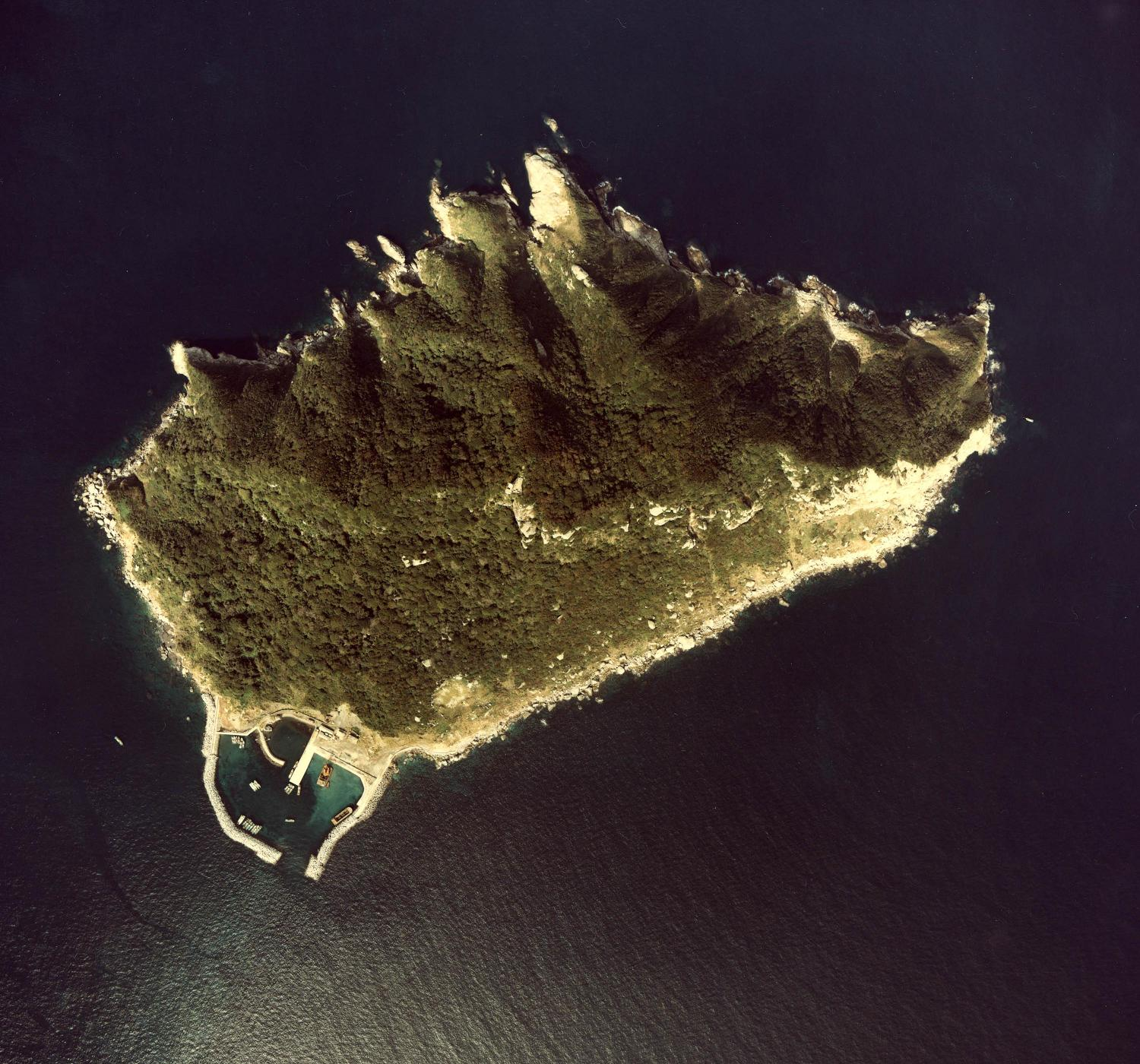

오키노섬(일본어: 沖ノ島)은 일본 무나카타시 해안에서 떨어져 위치해 있는 섬이다.
이 섬 전반은 신토 카미로 간주되며 여성에게 제한을 둔다. 한 가설로는 신토가 피를 불순한 것으로 간주하며 월경이 섬을 훼손할 수 있다고 보기 때문이다. 수세기에 걸쳐 해마다 딱 하루 단지 200명의 여성만이 섬에 들어가는 것이 허가되며 그것도 주변 해역에서 스스로 "정화"된 경우에만 가능하다.

## 같이 보기
- 아토스산